# Scott Jamieson

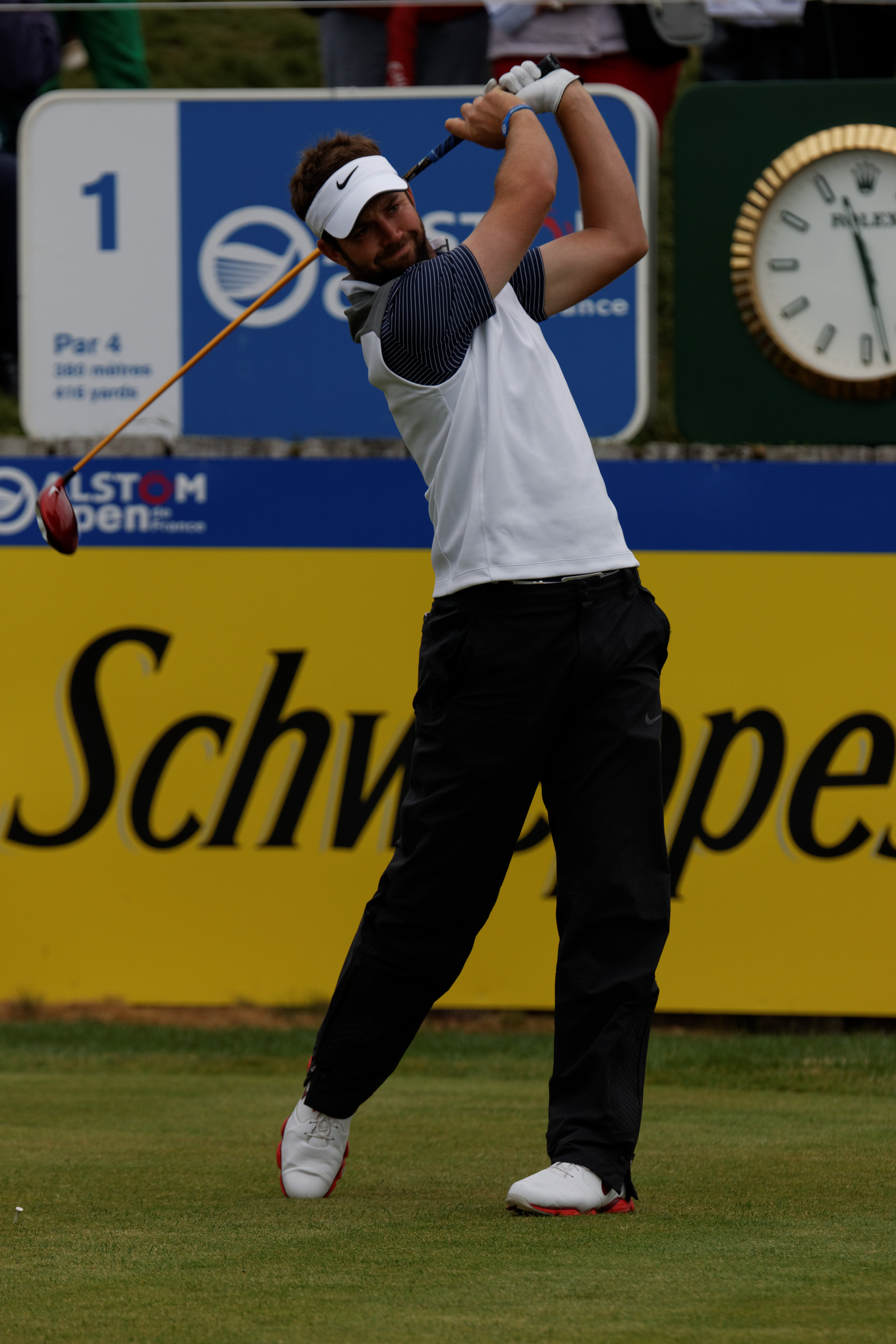
Scott Jamieson

Scott Gemmell Jamieson (Glasgow, 28 november 1983) is een golfprofessional uit Schotland.
Jamiesons vader Peter was 'scratch golfer' en veelvoudig clubkampioen van twee verschillende golfclubs. Scott ging van 1995-2001 naar de Mearns Castle High School in Glasgow.

## Amateur
Scott studeerde van 2001-2005 aan de Augusta State University. In die jaren mocht hij eenmaal per jaar op de Augusta National Golf Club spelen.

### Gewonnen
- Scottish Boys Strokeplay
- Glasgow kampioenschap (matchplay)
- 2005: Bulls Bay Intercollegiate (-8)

## Professional
Jamieson werd in 2006 professional en had toen handicap +4.
In 2009 won hij op de Prince's Golf Club het European Championship van de EuroPro Tour nadat hij Elliot Saltman in de play-off versloeg. Op de Order of Merit van de Europese Challenge Tour eindigde hij als nummer 14, mede door een tweede plaats in het Kazakhstan Open, en promoveerde naar de Europese PGA Tour. Daar heeft hij in 2011 al vijf top-6 plaatsen behaald in veertien toernooien en al ruim € 450.000 verdiend. In de week van het Brits Open staat hij op nummer 34 van de Race To Dubai.

### Gewonnen
EuroPro Tour
- 2009: European Championship op de Prince's Golf Club, The ABC Solutions UK Championship op Wychwood Park Golf Club

Europese Tour
- 2013: Nelson Mandela Championship (dec.2012)

Sunshine Tour
- 2013: Nelson Mandela Championship (dec.2012)

### Teams
- Vivendi Trophy: 2011